# YORK
YORKE.（ヨーク、1981年3月4日 - ）は、日本のR&Bシンガー。所属事務所は、NPP DEVELOP。所属レーベルはrhythm zone。

## 概要

### 略歴
2000年、友人と共にW-NAMEを結成。横浜、東京を中心にライブ活動を始める。
2004年、EXILE ATSUSHIを中心に結成された、COLORのメンバーとしてメジャー・デビュー。在籍中に計シングル4枚、アルバム1枚を発売。
2006年、ATSUSHI、KIKURIとともにCOLORを脱退。
2007年5月、ソロとして初めての作品となるシングル 「SOLDIER」をリリース。オリコンインディーズチャート初登場10位を記録。7月に「PAIN/DO OR DIE」、11月に「WHITE LUV」をリリース。
2008年2月、ソロとしての初アルバム「Proof to live」をリリース。BIG RON、HOKT、AK-69が参加。9月にはHOOD SOUNDよりアルバム「Brotherhood」をリリース。レーベルメイトであるDJ☆GO、KOZのほか、AK-69、G.CUEなどが参加。
2010年、アルバム「Key of Life」をリリース。AK-69、BIG RON、DJ☆GO、ME(Twenty4-7)などが参加。
2011年4月、ベスト・アルバム「BEST OF STREET SOUL 2007-2011」をリリース。
2012年8月、インディーズ最後となるアルバム「The Last Supper」をリリース。
2013年2月、avexよりメジャー・デビュー・アルバム「THE NEW BEGINNING」をリリース。

### 特徴・人物
地元横浜をこよなく愛する哀愁系シンガー。ハードからメロウな曲まで歌いこなす。ジャンルにとらわれない独自の世界観を持ち、アーティストからの支持も高い。これまでヒップホップ、R&B、レゲエのアーティストをフィーチャリングした楽曲を多数発表している。

## ディスコグラフィー

### シングル
- SOLDIER（2007年5月30日）
- PAIN / DO OR DIE（2007年7月26日）
- WHITE LUV（2007年11月7日）

### 配信限定シングル
- THE NEW BEGINNING feat.詩音,TERRY（2012年12月12日）
- Trulove feat.INFINITY 16（2013年1月30日）
- No More Cry（2013年2月13日）

### オリジナル・アルバム
- Proof to live（2008年2月6日）
- Brotherhood（2008年9月26日）
- Key of Life（2010年8月25日）
- The Last Supper（2012年8月22日）
- THE NEW BIGINNING（2013年2月27日）
- THE BLACK（2014年4月9日）

### ベスト・アルバム
- BEST OF STREET SOUL 2007-2011（2011年4月6日）

### 参加作品
- DJ SHIBUCHIN『SHIBUCHIN SUMMIT』（2006年7月26日）
- GIPPER『GIP' CODE』（2007年5月23日）
- HOKT『BAD BOY PARADISE』（2007年8月8日）
- GYP-C(底∞無 SOCONA-C CREW) 『My Turn』（2007年10月10日）
- GIPPER&FUEKISS『Ride On West』）2007年10月24日）
- Mr.Low-D『Sanctuary』（2007年10月24日）
- AK-69 a.k.a. Kalassy Nikoff
  - 『TRIUMPHANT RETURN～Redsta iz back～』（2008年1月23日）
  - 『THE STORY OF REDSTA -TOUR FINAL'08- Chapter1』（2008年12月10日）
  - 『THE STORY OF REDSTA -TOUR FINAL'08- Chapter2』（2009年1月14日）
- 10FOR EFDEE『104-4 Japanese』（2008年5月2日）
- DJ☆GO『LONG TIME BLUE』（2010年7月7日）
- EL LATINO『YOUR HEART BEAT』（2011年8月24日）
- mimi-K『HANA』（2013年3月6日）
- INFINITY 16 welcomez AK-69『DYNAMITE』（2013年3月20日）
- V.A.
  - 『ウエストサイド・クルージン JPN West Coast Style』（2008年7月30日）
  - 『BEST OF HOOD SOUND 02 mixed by DJ☆GO』（2008年12月10日）
  - 『Be Mellow』（2008年12月10日）
  - 『COAST 2 COAST 03 New Generation Of Japanese HIP HOP』（2010年5月26日）
  - 『Westup-TV DVD-MIX 03 mixed by DJ T!GHT』（2010年9月29日）
  - 『TRIBUTE TO DS455』（2010年12月8日）
  - 『SOUL Japan Music』（2013年1月23日）
  - 『Westup-TV BEST VOL.1』（2013年2月27日）
  - 『J-R&B ～ Spring Songs』（2013年4月10日）
  - 『C-love FRAGRANCE Brilliant Voyage』（2013年6月12日）
  - 『Ken'ichi Shirahara presents JAPANESE BLACK STYLE MIXED BY DJ AGETETSU』（2013年7月17日）

### アーティスト
- ATSUSHI
- AK-69
- BIG RON
- DJ☆GO
- HOKT (N.C.B.B)

### タイアップ
The Last Supper
- 日本テレビ系
  - 「ハッピーMusic」パワープレイ（2012年8月17日-31日）
  - 「ポシュレデパート深夜店」2012年8月エンディングテーマ
- ZIP FM「CRUISIN‘ GROOVE」2012年8月度マンスリーピックアップ

BEST OF STREET SOUL
- 「SHAKE FREE TV」2011年4月度パワープレイ
- 日本テレビ系
  - 「ハッピーMusic」2011年4月度パワープレイ
  - 「音龍門」パワープレイ（2011年4月18日-5月16日）
- ZIP FM「CRUISIN' GROOVE」2011年4月度マンスリーピックアップ

## 外部ページ
- http://www.york-045.com/ オフィシャルサイト
- YORK - Ameba Blog
- YORK (York-750536788389486) - Facebook
- YORK (@york_0304) - Instagram